# Starossainàkovo
Starossainàkovo (en rus: Старосайнаково) és un poble de l'óblast de Tomsk, a Rússia, que el 2021 tenia 93 habitants.